# Akysis brachybarbatus
Akysis brachybarbatus és una espècie de peix de la família dels akísids i de l'ordre dels siluriformes.

## Morfologia
Els mascles poden assolir els 5 cm de llargària total.

## Alimentació
És carnívor.

## Distribució geogràfica
Es troba a Àsia: conca del riu Mekong a Yunnan (República Popular de la Xina).